# Personaggi di Hitman 2: Silent Assassin
Ecco una lista dei personaggi principali del videogioco Hitman 2: Silent Assassin.

## ICA (International Contract Agency)

### Agente 47
Agente 47, o semplicemente 47, è il protagonista della serie, un assassino geneticamente modificato creato dal DNA ricombinato di cinque dei più pericolosi criminali del mondo. Il suo nome deriva dalle ultime due cifre del codice a barre stampato sulla sua nuca – (640509-040147). Alto, calvo, pallido, sguardo glaciale, lineamenti duri e squadrati (occhi azzurri incassati, mascella volitiva) è un individuo introverso e sempre calmo, e indossa di solito un completo costituito da un vestito gessato nero con camicia bianca e cravatta rossa, oltre a un paio di guanti in pelle neri per evitare di lasciare impronte digitali. Secondo il suo file ICA in Hitman: Absolution è alto 188 cm; nel romanzo Hitman: Enemy Within si afferma che il suo peso è di 187 libbre (85 kg).
Progettato per essere il killer perfetto, 47 è un essere umano potenziato con forza, velocità e intelletto al di sopra della norma umana. Nella serie di videogiochi Hitman, 47 è doppiato in lingua originale da David Bateson, mentre nell'adattamento cinematografico è interpretato da Timothy Olyphant.

### Diana Burnwood
Diana Penelope Burnwood è uno dei "gestori" dell'ICA (noto anche come l'Agenzia), essendo colei che fornisce e assegna all'Agente 47 i clienti, gli obiettivi, e le informazioni. Ha avuto, fin dal lancio di Hitman, una parte importante di ogni storia e si è dimostrata una risorsa preziosa per l'Agente 47 per la maggior parte della serie. Unico e solo contatto di 47 con l'agenzia ICA, ha lavorato con lui per anni, fornendogli assistenza a ogni singolo incarico e salvandogli la vita nel quarto episodio della serie.
Ha un accento inglese composto e un contegno professionale. Per la stragrande maggioranza delle serie, 47 non vede mai Diana, riconoscendola soltanto per voce. Lei non dovrebbe incontrare 47 di persona, né sviluppare una amicizia personale con lui, ma lo fa comunque (incontrarlo di persona dopo la sua esperienza vicino alla morte e di nuovo poco prima del suo finto funerale per utilizzare il siero della morte apparente per mantenere la sua copertura come infermiera di Alexander Leland Cayne e schivare la morte stessa). Nei primi 3 capitoli della saga non appare mai ma si può soltanto ascoltare la sua voce; in Blood Money invece, compare anche nel gioco rendendo visibile pure il volto nel filmato dopo la missione Requiem.
Sebbene Diana di solito gestisca gli affari di 47 da lontano, in Hitman: Blood Money si rivela un personaggio importante: facendo il doppio gioco, finge la morte di 47, salva l'Agenzia dalla liquidazione e schiva la morta lei stessa un paio di volte. Alla fine, i suoi sforzi vengono ricompensati quando l'Agenzia viene riportata di nuovo in linea, ed è implicito che Diana venga promossa ad una posizione più alta.
Nella trasposizione cinematografica, Diana gioca un ruolo minore. Lei dà inizialmente a 47 delle informazioni sulla sua missione, e lo avverte rapidamente quando viene ricercato dall'Agenzia. Tuttavia, non appare o viene menzionata più nel film, e la sua voce è anche camuffata quando parla ufficialmente con 47 tramite il computer portatile.
Diana nella versione originale è doppiata da Vivienne McKee nei primi tre videogiochi della serie Hitman, ma viene sostituita da Marsha Thomason in Hitman: Absolution, nel quale viene mostrato per la prima volta il suo aspetto. Nata il 12 settembre 1972, era la figlia maggiore di Sir Peter Lloyd Burnwood e Lady Nancy (nata Summers) Burnwood. Alta 175 cm, ha capelli rossi e occhi marroni; di nazionalità britannica, ha però la tripla cittadinanza britannica/americana/svizzera.

### Agente Carlton Smith
Carllton Smith è un alleato ricorrente della serie Hitman. È un agente della CIA completamente inetto che viene più volte catturato, torturato e poi liberato da Agente 47. È un patriota, come è facile vedere dai suoi boxer con la bandiera americana e anche dal modo in cui in Hitman: Blood Money ordina l'assassinio di Mark Parchezzi III e Daniel Morris ("per il bene superiore dell'America").

In Hitman: Pagato per uccidere può essere visto in due livelli del videogioco: ne L'Assassinio di Lee Hong, in cui viene torturato nel seminterrato con indosso soltanto i suoi boxer patriottici, e ne La copertura, in cui è drogato e confinato nell'ala dei malati mentali, con indosso la vestaglia da ospedale.
In Hitman 2: Silent Assassin viene di nuovo catturato, spogliato con i soli boxer indosso e torturato nel livello Fuga in Metrò e, dopo essere stato liberato da 47, si traveste con l'uniforme del suo persecutore, il generale Mikhail Bardachenko (appena ucciso da 47). Nella sua apparizione successiva, nel livello Agguato al Tempio, è travestito in modo poco convincenti con gli abiti arancioni della setta di Deewana Ji ed è seduto, da solo e ubriaco, nel suo nascondiglio in un negozio di tappeti. Si lamenta per l'umiliazione subita le 3 volte che 47 l'ha dovuto salvare, e propone a questi di fornirgli della logistica in cambio dell'eliminazione di alcuni assassini indiani.
In Hitman: Blood Money l'agente Smith svolge un ruolo più prominente; nella missione Riabilitato... si trova sotto copertura in una clinica di disintossicazione dall'alcool ma Mark Parchezzi III, travestito da dottore, lo fa confinare nell'ala psichiatrica (sarà ancora una volta 47 a doverlo salvare). Successivamente, alla fine del livello L'angelo infernale, darà l'incarico a 47 di uccidere Mark Parchezzi III ed il vicepresidente degli Stati Uniti Daniel Morris, che stanno organizzando l'assassinio del presidente.
In Hitman lo si può trovare nel livello Situs inversus, intrappolato in una cella frigorifera dell'obitorio della clinica GAMA, con indosso i suoi boxer con la bandiera americana. Spiegherà all'Agente 47 che la CIA gli aveva assegnato l'incarico di investigare sul traffico illegale di organi del Dr. Katashi "il Curatore" Ito (un'indagine che ad un certo punto l'ha portato a Rio de Janeiro) ed era quasi riuscito nel suo intento prima che Ito lo catturasse e lo recludesse lì. Smith ringrazia 47 per averlo liberato di nuovo e gli fornisce una scheda magnetica con la quale potrà aprire qualsiasi porta della struttura GAMA. Può anche essere selezionato come bersaglio nella modalità contratti.
Secondo il suo file ICA, è nato il 9 marzo 1972, ha capelli marroni, occhi azzurri ed è alto 184 cm.

## Personaggi secondari

### Padre Emilio Vittorio
Padre Emilio Vittorio è un prete cattolico siciliano diventato mentore e amico dell'Agente 47. Ma Sergei Zavorotko ha altri piani per 47 e organizza il rapimento di Padre Vittorio tramite la mafia siciliana. Padre Vittorio viene liberato alla fine del gioco da 47, al quale dona un rosario prima che questi se ne vada per cercare di convincerlo a cambiar vita. Finito il videogioco, 47 lascia il rosario dietro la chiesa e afferma che deve ritornare alla sua vita di assassino. Vittorio appare anche nel libro Hitman: Enemy Within, in cui di nuovo prova a far abbandonare a 47 la sua vita violenta.

### Lei Ling
Lei Ling (conosciuta in Hitman: Contracts come Mei Ling) è una prostituta cinese, che appare nei primi tre videogiochi della serie (e può essere uccisa in ciascuno di questi senza per questo far fallire la missione di 47).
Lei Ling proviene dalla Cina continentale, ma è stata rapita per diventare una prostituta per la Triade del Drago Rosso a Hong Kong. Non molto tempo dopo, convince l'Agente 47 a salvarla in cambio della combinazione di Lee Hong. Come espressione di gratitudine, dà all'agente 47 il suo primo bacio, ma la reazione di quest'ultimo è di disgusto.
In Hitman 2: Silente assassin, quando a 47 viene chiesto di uccidere Masahiro Hayamoto e si infiltra nella sua dimora, incontra per la seconda volta Lei Ling, che si prostituiva questa volta per Hayamoto.
La giovane donna ricorda molto bene 47, ma si riferisce a lui come al suo ex alias "Tobias Rieper" - il nome che ha usato quando gli è stato assegnato il compito di assassinare Lee Hong - prima che 47 la corregga. 47 è delusa da lei per essere nuovamente una prostituta, ma la salva di nuovo in cambio di un codice di sicurezza.

## I bersagli da eliminare

### Giuseppe Giuliani
Giuseppe Giuliani, alias Don "Anguilla" Giuliani, è il capo di una delle più grandi, antiche e influenti organizzazioni mafiose siciliane. Proviene da una famiglia il cui albero genealogico affonda le radici nel sangue; tra i suoi crimini si annoverano l'estorsione, lo sfruttamento della prostituzione e il rapimento. Il quartier generale della sua cosca è la sua stessa villa, chiamata "Villa Borghese", sita nelle campagne circostanti Palermo. È il responsabile del rapimento di Padre Vittorio, sacerdote siciliano e mentore spirituale di 47. Il riscatto chiesto da Don Giuliani ammonta a 500.000 $: 47, non disponendo di quella ingente somma, decide di assassinare Giuliani. Tuttavia, una volta ucciso Giuliani, 47 scopre che Padre Vittorio è già stato "portato via da quattro uomini barbuti in uniforme, dall'aria russa".
Ha 60 anni, capelli neri, è alto 180 cm e pesa 120 kg.

### Igor Kubasko
Igor Kubasko uno dei principali membri della mafia russa di San Pietroburgo e il principale informatore del generale Makarov.

### Makarov
Il generale Makarov è un ufficiale corrotto dell'esercito russo, che intrattiene loschi affari con il mafioso Kubasko.

### Mikhail Bardachenko
Il generale Mikhail Bardachenko è un altro ufficiale d'alto grado russo corrotto. Dopo l'uccisione (da parte di 47) di Kubasko e Makarov, si rifugia in una specie di bunker sotterraneo protetto da decine di suoi soldati e inizia ad interrogare (ricorrendo talvolta a offese e percosse) l'agente Smith, un membro della CIA. Ha una benda sull'occhio destro.

### Vladimir Zhupikov
Il generale Vladimir Zhupikov è un altro ufficiale dell'esercito russo, che intrattiene loschi affari con la mafia russa. Dopo la morte dei suoi colleghi, si rifugia nell'ambasciata tedesca. Ma per 47 sarà difficile ucciderlo poiché sulle tracce di Zupikov c'è anche la CIA.

### Masahiro Hayamoto junior
Masahiro Hayamoto junior è il figlio di Masahiro Hayamoto senior e, proprio come il padre, è membro della Yakuza giapponese.

### Tanaka Kusahana
Tanaka Kusahana è un criminale giapponese, nemico principale di Masahiro Hayamoto junior.

### Masahiro Hayamoto
Masahiro Hayamoto è il capo di uno dei più potenti clan della Yakuza giapponese e vive in un castello gigantesco protetto da una vallata costantemente avvolta dalla neve. Hayamoto si adopera per racimolare milioni di dollari con il traffico di droga e armi, ma non disdegna crimini di altra natura, come lo strozzinaggio e il commercio illegale di materiale pornografico. E il padre di Masahiro Hayamoto junior.

### Charlie Sidjan
Charlie Sidjan è un hacker ed è a capo della Caniwarez Inc. una società che estende i propri tentacoli nei meandri del potere della Malaysia. Dal suo quartier generale, situato nei sotterranei delle Torri Petronas a Kuala Lampur, il criminale gestisce tutte le operazioni, soprattutto quelle collegate all'intrusione nei sistemi informatici. Ha creato un chip di guida per missili che è in grado di ingannare il sistema degli scudi missilistici automatici degli Stati Uniti facendo apparire che i missili ostili siano stati lanciati dagli Stati Uniti.
Ha un fratello gemello, Brat Charliego Sidjan, che è il vero cervello dietro il software per i missili e che 47 confonde con lui e uccide nel sotterraneo delle Torri Petronas. L'Agenzia non era a conoscenza che Sidjan avesse un fratello gemello e pertanto non aveva potuto informare 47, che solo dopo aver ucciso il fratello di Charlie Sidjan si è accorto dell'errore. Sidjan verrà ucciso nel suo attico alla torre Petronas.
Nella versione italiana viene doppiato da Renato Cecchetto.

### Ahmed Zahir
Il tenente Ahmed Zahir è un ufficiale afgano che commercia illegalmente brevetti missilistici, e ordate di soldi riciclati.

### Mohammad Amid
Il colonnello Mohammad Amid è un ufficiale afgano che fa affari con il tenente Zahir per loschi traffici di armi. Diversamente dalla maggioranza dei suoi conterranei,  non porta la barba ma ha i baffi.

### Abdul Bismillah Malik
Abdul Bismillah Malik vive nella valle del Kunduz ed e protetto da un'ondata di mujhaidin. Negli anni, si è guadagnato una posizione di rilievo nel campo del terrorismo, al punto che il suo nome figura tra quelli dei principali ricercati dell'FBI. La ricchezza lo ha spinto ad allontanarsi dai principi morali della religione musulmana e ad abbracciare il potere dei soldi.

### Yussef Hussein
Il tenente Yussef Hussein è un altro militare afgano non propriamente onesto che intrattiene contatti commerciali illegali con altrettanto non onesti acquirenti.

### Deewana Ji
Deewana Ji è il capo di una setta indiana che venera una divinità della guerra e combina il culto esoterico con uno studio approfondito delle tecnologie informatiche. Ovviamente, come spesso accade con i santoni, anche Deewanna predica bene e razzola male. Infatti, commercia illegalmente brevetti missilistici e a causa del suo stile di vita "movimentato" è stato costretto a sottoporsi a un intervento di cuore presso il Swango Memorial Hospital di Kuala Lampur.

### Hannelore Von Kamprad
La dottoressa Hannelore Von Kamprad lavora presso il Swango Memorial Hospital e intrattiene loschi affari con la setta di Deewanna Ji. Ha capelli rossi e sembra essere leggermente più alta dell'Agente 47. Il suo nome e il suo accento suggeriscono fortemente che sia di origine tedesca. È il primo bersaglio femmina ad essere ucciso da 47 nella serie e l'unica donna nei primi tre titoli, seguita poi da Angelina Mason in Blood Money.

### Sergei Zavorotko
Sergei Zavorotko (in russo  Сергей Заворотко)  è un mercenario e criminale russo. Principale antagonista del videogioco, vuole costringere 47 a ritornare in azione per eliminare i suoi soci e vendere da solo delle armi nucleari ad una setta Sikh. Zavorotko è infatti il mandante del rapimento di Padre Vittorio, mentore di 47, avendo assoldato il boss mafioso Don Giuliani per rapire il prete cattolico e costringere così 47 ad uscire fuori dal suo "pensionamento anticipato". 47 chiede aiuto all'Agenzia per salvare il prete e l'ICA pretende in cambio che egli svolga un incarico, cosa che egli effettivamente fa: non sapendo che è Zavorotko il cliente, si reca a San Pietroburgo ad un incontro di 4 generali russi e ne elimina uno; oltre ai quattro generali, suoi complici, è presente lo stesso Sergei. Poi, con la scusa che gli altri 3 criminali avevano cominciato a sospettare qualcosa, Sergei pretese che l'Agenzia eliminasse anche gli altri. Successivamente richiese un altro contratto in Giappone, dove ordino la morte di altri due criminali, Masahiro Hayamoto junior e il padre Masahiro Hayamoto. Sergei Zavorotko assolda anche 17, un clone di 47, per ucciderlo.
Il suo aspetto è ispirato a Sergei Ivanovich Petrofsky, l'antagonista del film d'azione L'eliminatore - Eraser (1966), con il quale condivide anche il nome.
Sembra essere almeno una dozzina di centimetri più alto di 47 (che vanta comunque la notevole statura di 188 cm), il che porta a supporre che la sua altezza sia intorno ai 2 metri.
Nella versione in lingua italiana del videogioco è doppiato da Marco Balzarotti.